# François-Joseph Bissot
Pour les articles homonymes, voir Bissot.
François-Joseph Bissot (19 mai 1673 ; 11 décembre 1737) était le fils de François Bissot et membre de la bourgeoisie française en Nouvelle-France.
Bissot a eu une carrière comme marchand et navigateur.  Il est surtout connu comme co-seigneur de Mingan. Son frère était Jean-Baptiste Bissot de Vincennes.